# رودريغو فيانا
رودريغو فيانا هو لاعب كرة قدم برازيلي في مركز حراسة المرمى، ولد في 14 نوفمبر 1989 في نيتيروي في البرازيل. لعب مع أتلتيكا كالدينسي ‏.

## وصلات خارجية
- رودريغو فيانا على موقع قاعدة بيانات كرة القدم.إي يو (الإنجليزية)
- رودريغو فيانا على موقع Soccerway.com (الإنجليزية)